# Nabiganj

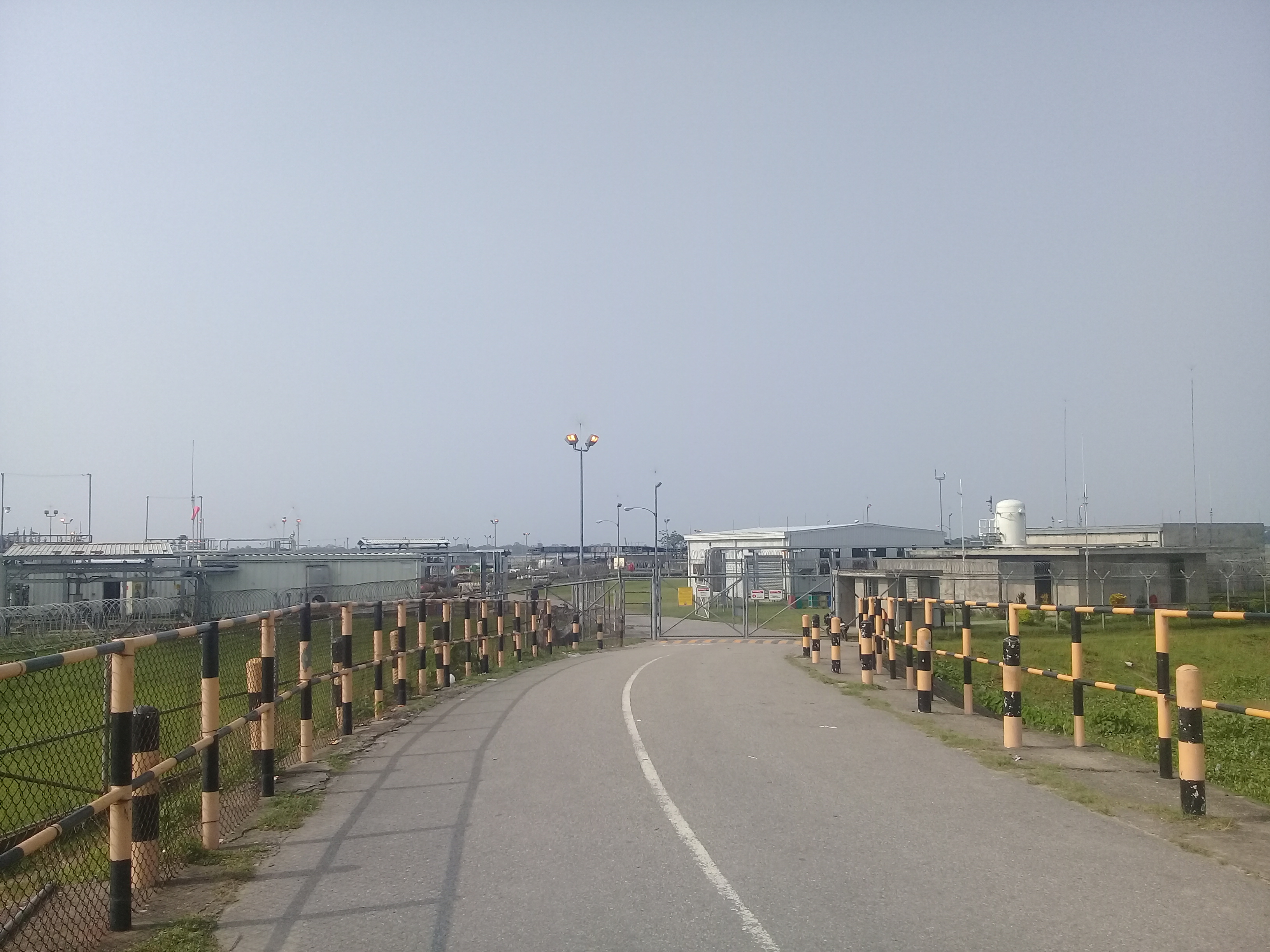

Nabiganj (en bengali : নবীগঞ্জ) est une upazila du Bangladesh dans le district de Habiganj. En 1991, on y dénombrait 246 933 habitants.